# Thalberg (Naturschutzgebiet)
Koordinaten: 49° 55′ 35″ N, 8° 4′ 22″ O
Das Naturschutzgebiet Thalberg liegt im Landkreis Mainz-Bingen in Rheinland-Pfalz. Das etwa 11 ha große Gebiet, das im Jahr 1990 unter Naturschutz gestellt wurde, erstreckt sich nordwestlich der Ortsgemeinde Bubenheim. Östlich fließt die Selz und verläuft die Landesstraße L 428, westlich fließt der Welzbach.
Bei dem Gebiet handelt sich um einen Randbereich der Selzniederung mit Brachen, die von Böschungen, Trockenmauern, Lesesteinhaufen, Steinschutt- und Steingrusflächen durchsetzt sind. Es gehören dazu auch Weinbergsflächen mit Trockengebüschen und warme und trockene Rasensaumgesellschaften.